# Lyciasalamandra fazilae
Lyciasalamandra fazilae é uma espécie de anfíbio caudado pertencente à família Salamandridae. Endêmica da Turquia.